# Kuno Widmaier
Kuno Widmaier (Stuttgart, Baden-Württemberg, 28 de Junho de 1922
— Novo Hamburgo, Rio Grande do Sul, 18 de Agosto de 1980), foi um engenheiro e piloto.

## Vida
Foi um grande entusiasta do voo a vela. Emigrou da Alemanha para o Brasil em 1957, tendo primeiramente morado em Porto Alegre e Canoas, e finalmente se estabelecido em Novo Hamburgo em 1962.

## Realizações
Projetou e construiu o planador KW-1 "Quero-quero" e projetou o planador KW-2 "Biguá".
Venceu o XVII Campeonato Brasileiro de Voo à Vela, Classe B.